# 峯田茉優
峯田茉優（日语：／ Mineda Mayu，1997年11月28日—），日本女性配音員。出身於長野縣。VIMS所屬。

## 人物
日本播音演技研究所畢業。2017年的春天加入VIMS。
喜歡的動畫是《光之美少女系列》、《LoveLive!》、《K-ON！輕音部》、《偶像大師 灰姑娘女孩》、《SOUL EATER》、《日常》。
和聲優涼本秋穗是好友。
和聲優厚木那奈美是中學時代的同學，兩人在《認真！AniLove》首次共同演出。

## 演出作品
※粗體字為主要角色。

### 電視動畫
2018年
- 梅露可物語 -無精打采的少年與瓶中少女-（小孩）
- 隔壁的吸血鬼美眉（女孩子A）

2019年
- 家有女友（女學生B）
- 我們真的學不來！（唯我葉月）
- けだまのゴンじろー（スタッフ）
- 女高中生的虛度日常（學生們）
- 炎炎消防隊（櫻修女）
- 平凡職業造就世界最強（菅原妙子）
- 我們真的學不來！第2期（唯我葉月）
- 星合之空（御杖夏南子[7]）
- Dr.STONE 新石紀（小孩）

2020年
- 噴嚏大魔王2020（天野川美星）
- 夢夢貓（押尾部長〈押尾好美〉）
- 魔物娘的醫生（妖精、妖精1、哈比C）
- 科學超電磁砲T（美山寫影）
- 籃球少年王（秋吉）
- 最響Kamizmode!（丹波凜）
- 請問您今天要來點兔子嗎？BLOOM（客）

2021年
- WIXOSS DIVA(A)LIVE（戴娜／Deus）
- 堀與宮村（女高中生））
- 夢夢貓 Mix！（押尾好美）
- 桃子男孩渡海而來（米莉亞／髮鬼）
- 卡片戰鬥!! 先導者 overDress（女學生）

2022年
- 平凡職業造就世界最強 2nd season（菅原妙子））
- 秘密內幕～女警的反擊～（女高中生）
- 女忍者椿的心事（向日葵[8]）
- IDOLiSH7 Third BEAT!（女孩子A）
- 福星小子（廣播）

2023年
- 不要欺負我，長瀞同學 2nd Attack（真城[9]）
- 獻祭公主與獸王（阿爾芭公主[10]）
- 奇異賢伴 黑色天使（少年奏多[11]）
- 七魔劍支配天下（女學生C）

2024年
- 偶像大師 閃耀色彩（八宮繚[12]）
- 花野井同學與戀愛病（小學生的花野井）
- 偶像大師 閃耀色彩 2nd season（八宮繚[13]）

2025年
- 炎炎消防隊 參之章（櫻修女）
- 不動聲色的柏田與喜形於色的太田（小田島[14]）

### 遊戲
2018年
- 偶像大師 閃耀色彩（八宮繚[15]）

2019年
- 荒野的壽飛行隊 飛向雲霄的少女們！（麗塔[16]）
- 銀白鋼鐵X THE OUT OF GUNVOLT（RoRo）

2021年
- 閃亂神樂NEW LINK（椿）
- Fate/Grand Order（多布雷尼亞·尼基季奇）

### 廣播節目
- 峯田茉優的認真！AniLove（2017年－、超!A&G+）[17]

## 音樂CD

### 角色歌
| 發售日   | 商品名稱                                                                   | 演唱名義           | 歌曲                                            | 備註                                       |
| 2018年   | 2018年                                                                     | 2018年             | 2018年                                          | 2018年                                     |
| -------- | -------------------------------------------------------------------------- | ------------------ | ----------------------------------------------- | ------------------------------------------ |
| 6月6日   | THE IDOLM@STER SHINY COLORS BRILLI@NT WING 01「Spread the Wings!!」        | 閃耀色彩           | 「Spread the Wings!!」 「Multicolored Sky」     | 遊戲《偶像大師 閃耀色彩》主題曲            |
| 7月4日   | THE IDOLM@STER SHINY COLORS BRILLI@NT WING 02                              | illumination STARS | 「」                                            | 遊戲《偶像大師 閃耀色彩》相關歌曲          |
| 12月19日 | THE IDOLM@STER SHINY COLORS SE@SONAL WINTER                                | 閃耀色彩           | 「SNOW FLAKES MEMORIES」 「Let's get a chance」 | 遊戲《偶像大師 閃耀色彩》相關歌曲          |
| 2019年   |                                                                            |                    |                                                 |                                            |
| 3月9日   | THE IDOLM@STER SHINY COLORS SOLO COLLECTION -1stLIVE FLY TO THE SHINY SKY- | 八宮繚（峯田茉優） | 「」                                            | 遊戲《偶像大師 閃耀色彩》相關歌曲          |
| 4月10日  | THE IDOLM@STER SHINY COLORS FR@GMENT WING 01                               | 閃耀色彩           | 「Ambitious Eve」 「」                          | 遊戲《偶像大師 閃耀色彩》相關歌曲          |
| 5月8日   | THE IDOLM@STER SHINY COLORS FR@GMENT WING 02                               | illumination STARS | 「We can go now!」 「」 「Ambitious Eve」       | 遊戲《偶像大師 閃耀色彩》相關歌曲          |
| 8月18日  | THE IDOLM@STER SHINY COLORS SOLO COLLECTION -SUMMER PARTY 2019-            | 八宮繚（峯田茉優） | 「」                                            | 遊戲《偶像大師 閃耀色彩》相關歌曲          |
| 9月26日  | 銀白鋼鐵X THE OUT OF GUNVOLT CYBER DIVE RoRo VOCAL CD                      | RoRo（峯田茉優）   | 「未定」                                        | 遊戲《銀白鋼鐵X THE OUT OF GUNVOLT》劇中曲 |
| 12月18日 | THE IDOLM@STER SHINY COLORS FUTURITY SMILE                                 | 閃耀色彩           | 「FUTURITY SMILE」 「Spread the Wings!!」       | 遊戲《偶像大師 閃耀色彩》相關歌曲          |
| 2020年   |                                                                            |                    |                                                 |                                            |
| 2月12日  | THE IDOLM@STER SHINY COLORS SWEET♡STEP                                     | 閃耀色彩           | 「SWEET♡STEP」 「Multicolored Sky」             | 遊戲《偶像大師 閃耀色彩》相關歌曲          |
| 3月21日  | THE IDOLM@STER SHINY COLORS SOLO COLLECTION -SPRING PARTY 2020-            | 八宮繚（峯田茉優） | 「We can go now!」                              | 遊戲《偶像大師 閃耀色彩》相關歌曲          |
| 4月8日   | THE IDOLM@STER SHINY COLORS GR@DATE WING 01                                | 閃耀色彩           | 「」 「Dye the sky.」                           | 遊戲《偶像大師 閃耀色彩》相關歌曲          |
| 2022年   |                                                                            |                    |                                                 |                                            |
| 1月27日  | RoRo Robotics Vox / ROROROVO                                               | RoRo（峯田茉優）   | 「命題：＞」                                    | 遊戲《銀白鋼鐵X2》主題曲                   |

### 其他
| 發售日   | 商品名稱 | 演唱名義 | 歌曲   | 備註                            |
| 2017年   | 2017年   | 2017年   | 2017年 | 2017年                          |
| -------- | -------- | -------- | ------ | ------------------------------- |
| 11月19日 |          | Saison   | 「」   | 廣播節目《認真！AniLove》片頭曲 |

### 组合成员
1. 1 2  櫻木真乃（關根瞳）、風野燈織（近藤玲奈）、八宮繚（峯田茉優）、月岡戀鐘（礒部花凜）、田中摩美美（菅沼千紗）、白瀨咲耶（八卷安奈）、三峰結華（成海瑠奈）、幽谷霧子（結名美月）、小宮果穗（河野日和）、園田智代子（白石晴香）、西城樹里（永井真里子）、杜野凜世（丸岡和佳奈）、有栖川夏葉（涼本秋穗）、大崎甘奈（黑木穗乃香）、大崎甜花（前川涼子）、桑山千雪（芝崎典子）
2. 1 2  櫻木真乃（關根瞳）、風野燈織（近藤玲奈）、八宮繚（峯田茉優）
3. 1 2 3  櫻木真乃（關根瞳）、風野燈織（近藤玲奈）、八宮繚（峯田茉優）、月岡戀鐘（礒部花凜）、田中摩美美（菅沼千紗）、白瀨咲耶（八卷安奈）、三峰結華（成海瑠奈）、幽谷霧子（結名美月）、小宮果穗（河野日和）、園田智代子（白石晴香）、西城樹里（永井真里子）、杜野凜世（丸岡和佳奈）、有栖川夏葉（涼本秋穗）、大崎甘奈（黑木穗乃香）、大崎甜花（前川涼子）、桑山千雪（芝崎典子）、芹澤朝日（田中有紀）、黛冬優子（幸村惠理）、和泉愛依（北原沙彌香）
4. ↑  櫻木真乃（關根瞳）、風野燈織（近藤玲奈）、八宮繚（峯田茉優）、月岡戀鐘（礒部花凜）、田中摩美美（菅沼千紗）、白瀨咲耶（八卷安奈）、三峰結華（成海瑠奈）、幽谷霧子（結名美月）、小宮果穗（河野日和）、園田智代子（白石晴香）、西城樹里（永井真里子）、杜野凜世（丸岡和佳奈）、有栖川夏葉（涼本秋穗）、大崎甘奈（黑木穗乃香）、大崎甜花（前川涼子）、桑山千雪（芝崎典子）、芹澤朝日（田中有紀）、黛冬優子（幸村惠理）、和泉愛依（北原沙彌香）、淺倉透（和久井優）、樋口圓香（土屋李央）、福丸小糸（田嶌紗蘭）、市川雛菜（岡咲美保）

1. ↑  草本夏明、涼本秋穗、峯田茉優

## 外部連結
- 事務所官方簡歷 （页面存档备份，存于）（日語）